# Villaspeciosa
Villaspeciosa é uma comuna italiana da região da Sardenha, na província da Sardenha do Sul, com  cerca de 1.945 habitantes. Estende-se por uma área de 27 km², tendo uma densidade populacional de 72 hab/km². Faz fronteira com Decimomannu, Decimoputzu, Siliqua, Uta.

## Demografia
| Variação demográfica do município entre 1861 e 2011                               |
|                                                                                   |
| Fonte: Istituto Nazionale di Statistica (ISTAT) - Elaboração gráfica da Wikipedia |